# سیارک ۱۰۰۰۴
سیارک ۱۰۰۰۴ (به انگلیسی: 10004 Igormakarov، نامگذاری:1975VV2) ده هزار و چهارمین سیارک کشف شده‌است که در ۲ نوامبر ۱۹۷۵ کشف شد.
قدر مطلق سیارک برابر ۱۲٫۸۰ است.